# ویلفرد نیفلور
ویلفرد نیفلور (انگلیسی: Wilfried Niflore؛ زادهٔ ۲۹ آوریل ۱۹۸۱) بازیکن فوتبال اهل فرانسه است.
از باشگاه‌هایی که در آن بازی کرده‌است می‌توان به باشگاه فوتبال کن، باشگاه فوتبال نیم المپیک، باشگاه فوتبال پاریس، باشگاه فوتبال لیتکس لووچ، و باشگاه فوتبال تولوز اشاره کرد.